# Liste der Kulturdenkmäler in Altenritte
Die Liste der Kulturdenkmäler in Altenritte enthält alle Kulturdenkmäler im Stadtteil Altenritte der nordhessischen Mittelstadt Baunatal, die in der vom Landesamt für Denkmalpflege Hessen 2011 herausgegebenen Denkmaltopographie veröffentlicht wurden.

## Legende
- Bezeichnung: Nennt den Namen, die Bezeichnung oder die Art des Kulturdenkmals.
- Lage: Nennt den Straßennamen und wenn vorhanden die Hausnummer des Kulturdenkmals. Die Grundsortierung der Liste erfolgt nach dieser Adresse. Der Link „Karte“ führt zu verschiedenen Kartendarstellungen und nennt die Koordinaten des Kulturdenkmals.
- Bauzeit: Gibt die Datierung an; das Jahr der Fertigstellung bzw. den Zeitraum der Errichtung. Eine Sortierung nach Jahr ist möglich.
- Beschreibung: Nennt bauliche und geschichtliche Einzelheiten des Kulturdenkmals, vorzugsweise die Denkmaleigenschaften.
- Objekt-Nr: Gibt, sofern vorhanden, die vom Landesamt für Denkmalpflege vergebene Objekt-ID des Kulturdenkmals an.

## Denkmalliste
| Bild              | Bezeichnung                        | Lage                                                          | Beschreibung | Bauzeit           | Objekt-Nr. |
| ----------------- | ---------------------------------- | ------------------------------------------------------------- | --- | ----------------- | ---------- |
| Bild gesucht BW   | Gesamtanlage historischer Ortskern | Altenbaunaer Straße Lage                                      | Gesamtanlage historischer Ortskern: Altenbaunaer Straße 1-5, 2, 4-8; Berggasse 2; Mühlenweg 1, 4, 6, 10; Naumburger Straße 2; Ritter Straße 1, 3, 5, 7-9, 8, 10, 12, 14, 16, 18, 20; Uferweg 2-6. Der tatsächliche Standort von Mühlenweg 10 lässt sich nicht ermitteln und er ist auch nicht in der Denkmaltopographie verzeichnet. |                   | 88340 DDB  |
| Fachwerkhaus      | Fachwerkhaus                       | Altenbaunaer Straße 2 LageFlur: 5, Flurstück: 13              | Zweigeschossiges Fachwerkhaus | bez. 1670         | 87896 DDB  |
| Brücke            | Brücke                             | Bauna (bei Altenbaunaer Straße) LageFlur: 5, Flurstück: 69/3  | Brücke über die Bauna - Flachbogenbrücke aus Hausteinquadern | Ende 18. Jh.      | 87897 DDB  |
| Ehem. Schule      | Ehem. Schule                       | Mühlenweg 4 LageFlur: 4, Flurstück: 8/10                      | Ehem. Schule - giebelständiger Backsteinbau in Sichtmauerwerk mit hohem abgewalmten Pfettendach | 1903              | 87898 DDB  |
| Stadtmuseum       | Stadtmuseum                        | Mühlenweg 6 LageFlur: 4, Flurstück: 8/12                      | Stadtmuseum - traufständig angeordnetes zweigeschossiges Fachwerkgebäude |                   | 87899 DDB  |
| Ehem. Schmiede    | Ehem. Schmiede                     | Ritterstraße 1 LageFlur: 4, Flurstück: 63/2                   | Ehem. Schmiede - Zweigeschossiges Fachwerkgebäude |                   | 87900 DDB  |
| Kirche            | Kirche                             | Ritterstraße 5, Ritterstraße LageFlur: 5, Flurstück: 25, 64/5 | Evangelische Kirche - Evangelische Heilands-Kirche |                   | 87901 DDB  |
| Wohnhaus          | Wohnhaus                           | Ritterstraße 10 LageFlur: 4, Flurstück: 11/7                  | Wohnhaus, Teil einer ehem. zweiseitigen Hofanlage | bez. 1738         | 87902 DDB  |
| ehem. Wassermühle | ehem. Wassermühle                  | Ritterstraße 13 LageFlur: 5, Flurstück: 54/8                  | Giebelständiges Gebäude, errichtet als Wassermühle, zweigeschossiger Rähmbau |                   | 87903 DDB  |
| Eckgebäude        | Eckgebäude                         | Ritterstraße 14 LageFlur: 4, Flurstück: 9/7                   | Zweigeschossiges Eckgebäude, Kopfbänder mit Flachschnitzereien | 1. Hälfte 18. Jh. | 87904 DDB  |
| Fachwerkhaus      | Fachwerkhaus                       | Ritterstraße 18 LageFlur: 5, Flurstück: 6/5                   | Zweigeschossiges Fachwerkhaus | bez. 1727         | 87905 DDB  |
| Scheune           | Scheune                            | Ritterstraße 20 LageFlur: 5, Flurstück: 5/1                   | Doppeltorscheune |                   | 87906 DDB  |

### Fotos Gesamtanlage historischer Ortskern

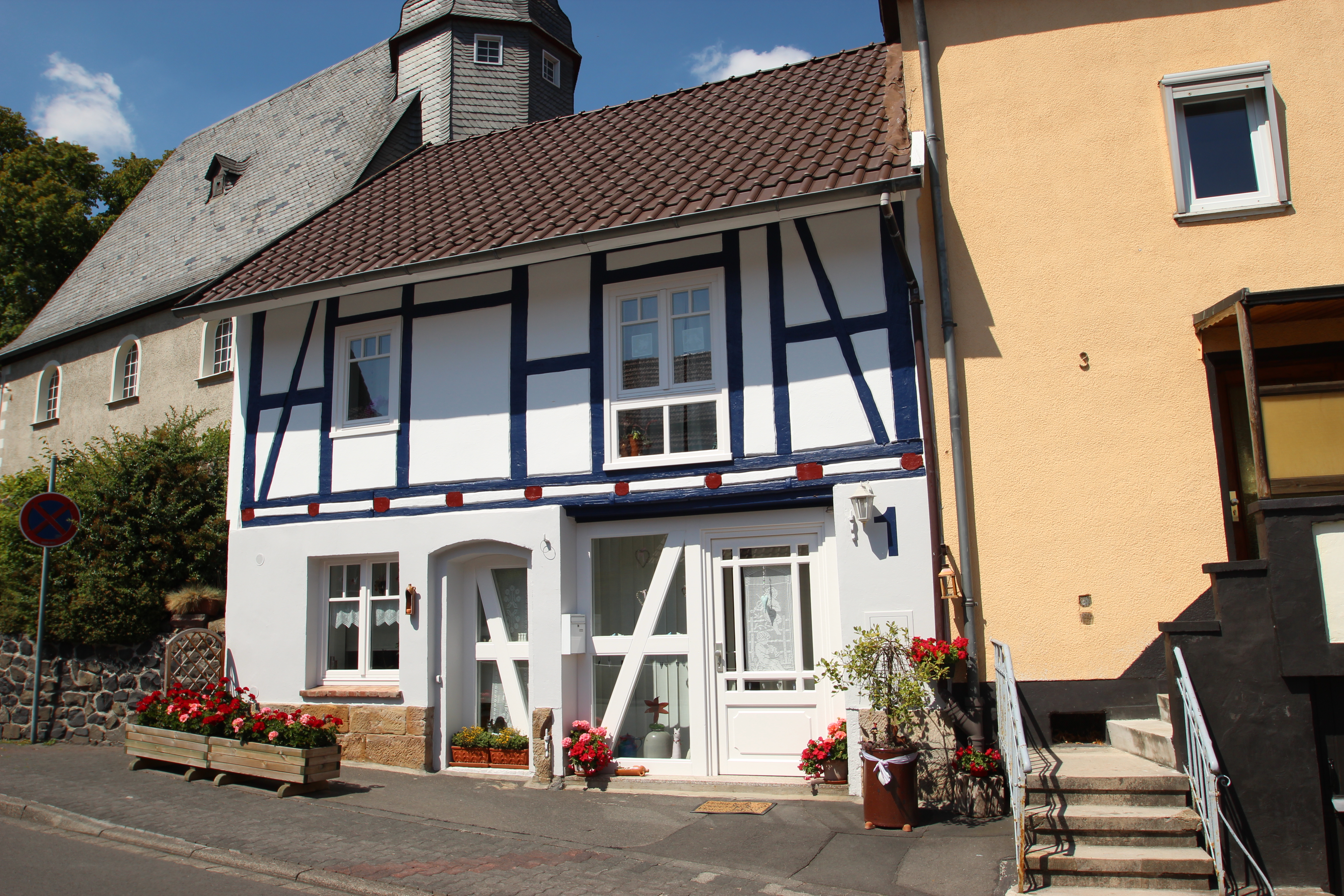
Altenbaunaer Straße 1
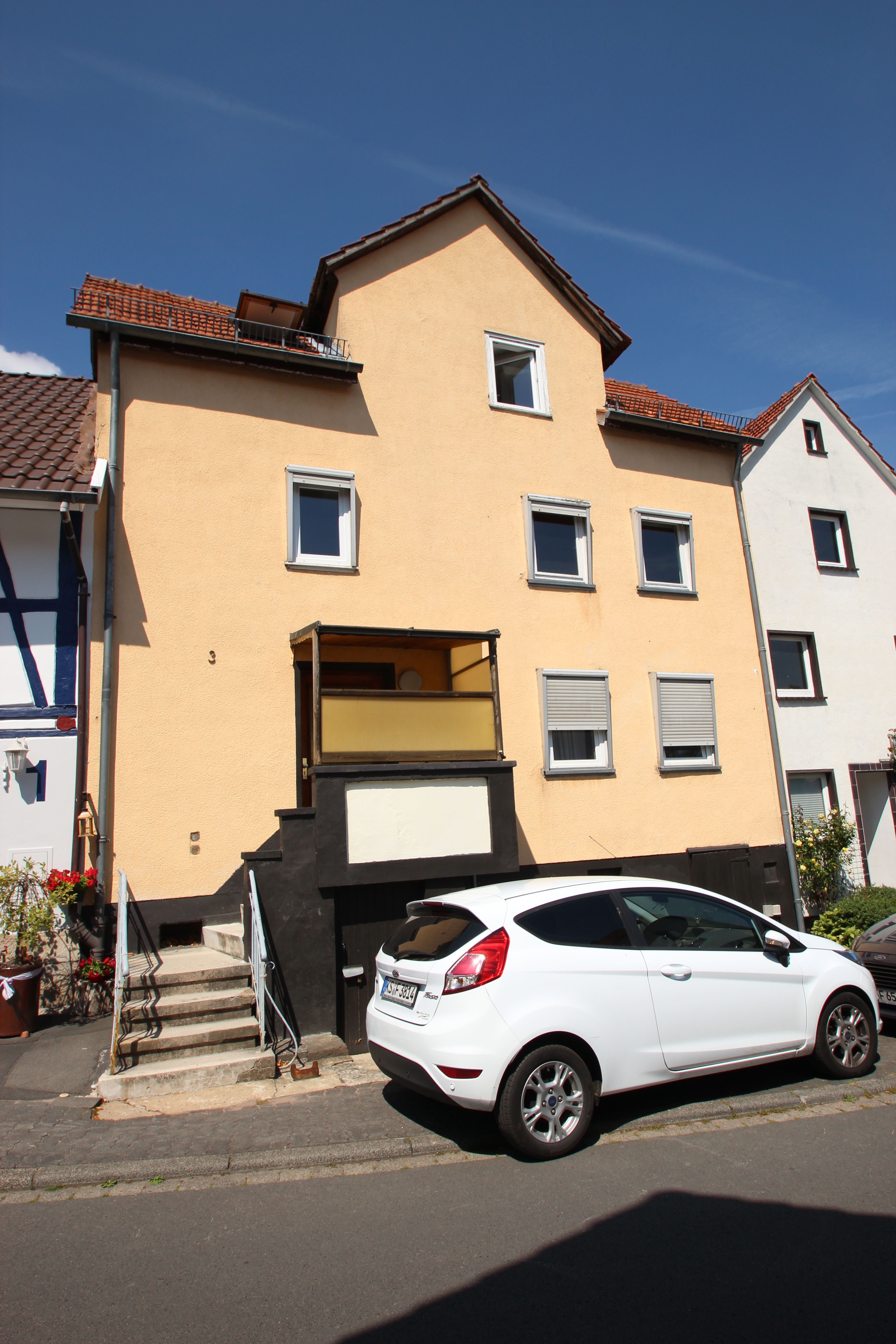
Altenbaunaer Straße 3
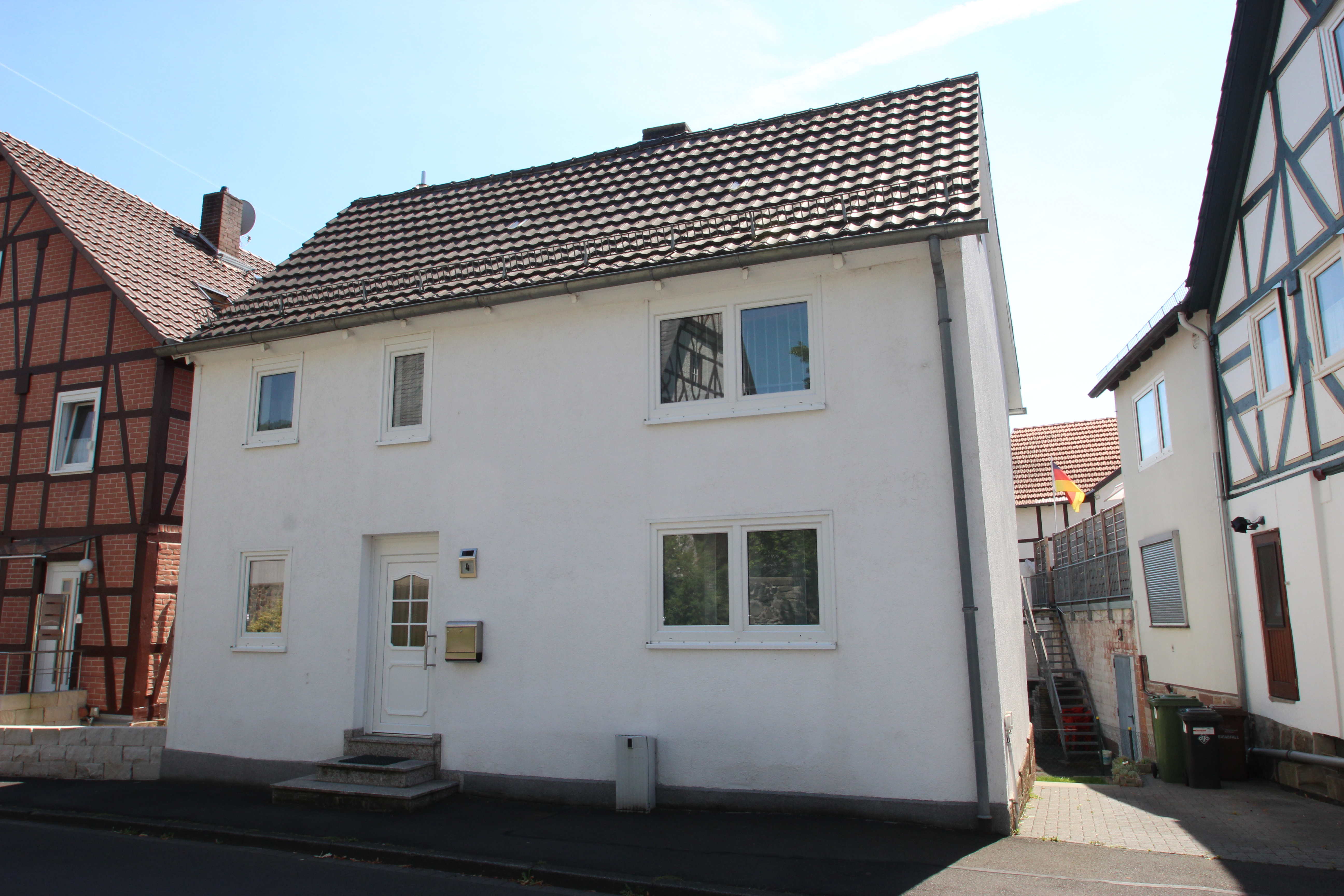
Altenbaunaer Straße 4
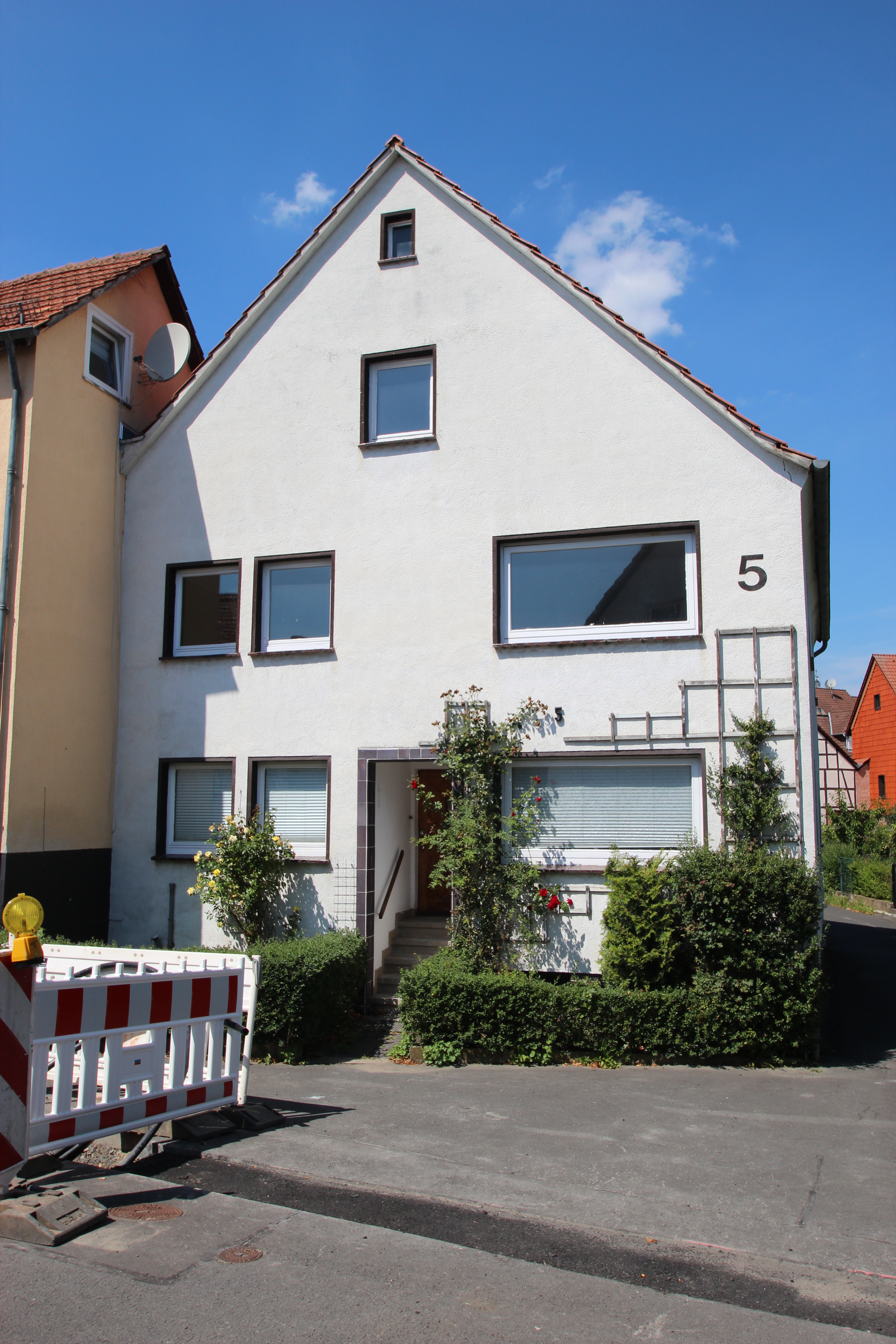
Altenbaunaer Straße 5
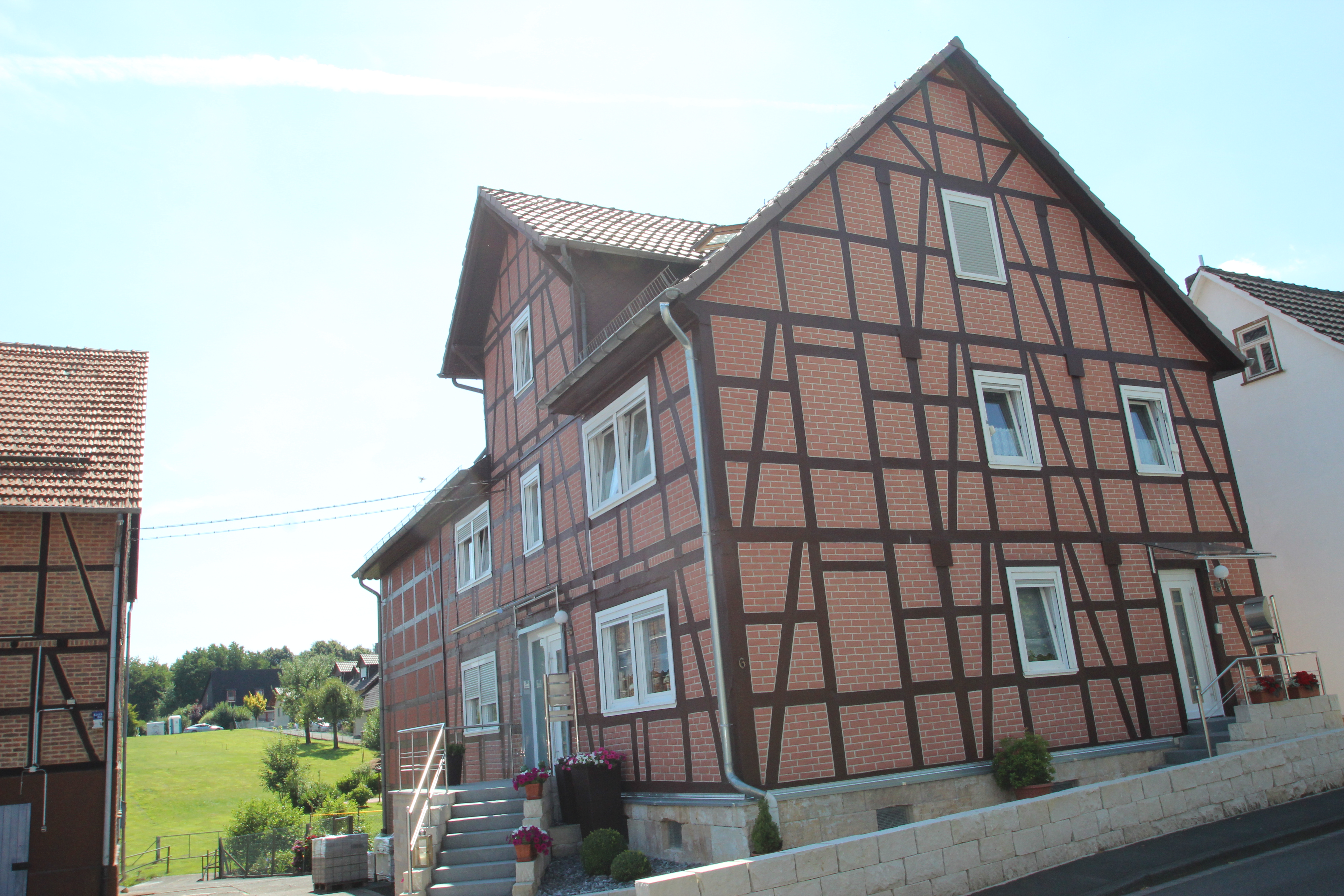
Altenbaunaer Straße 6
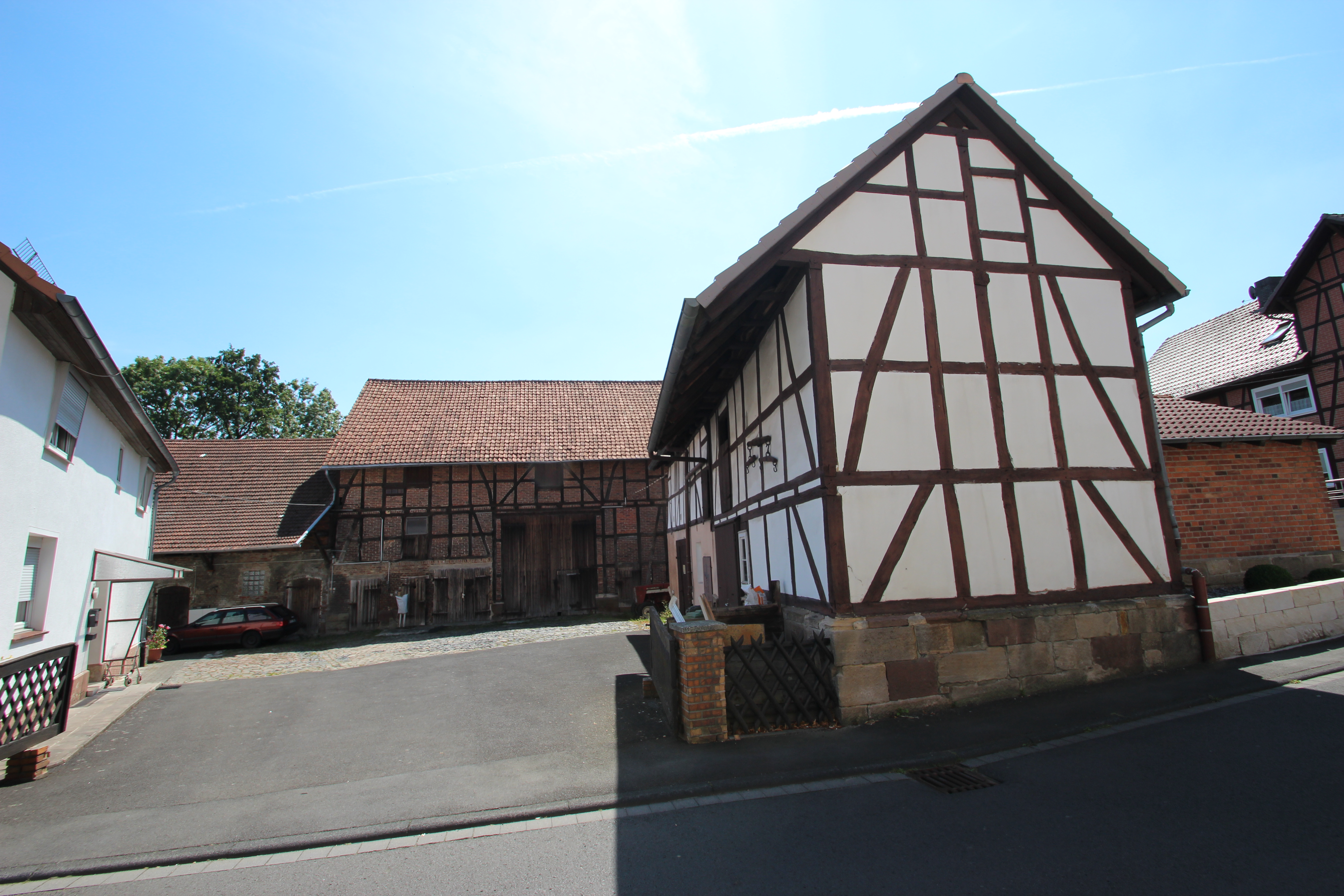
Altenbaunaer Straße 8
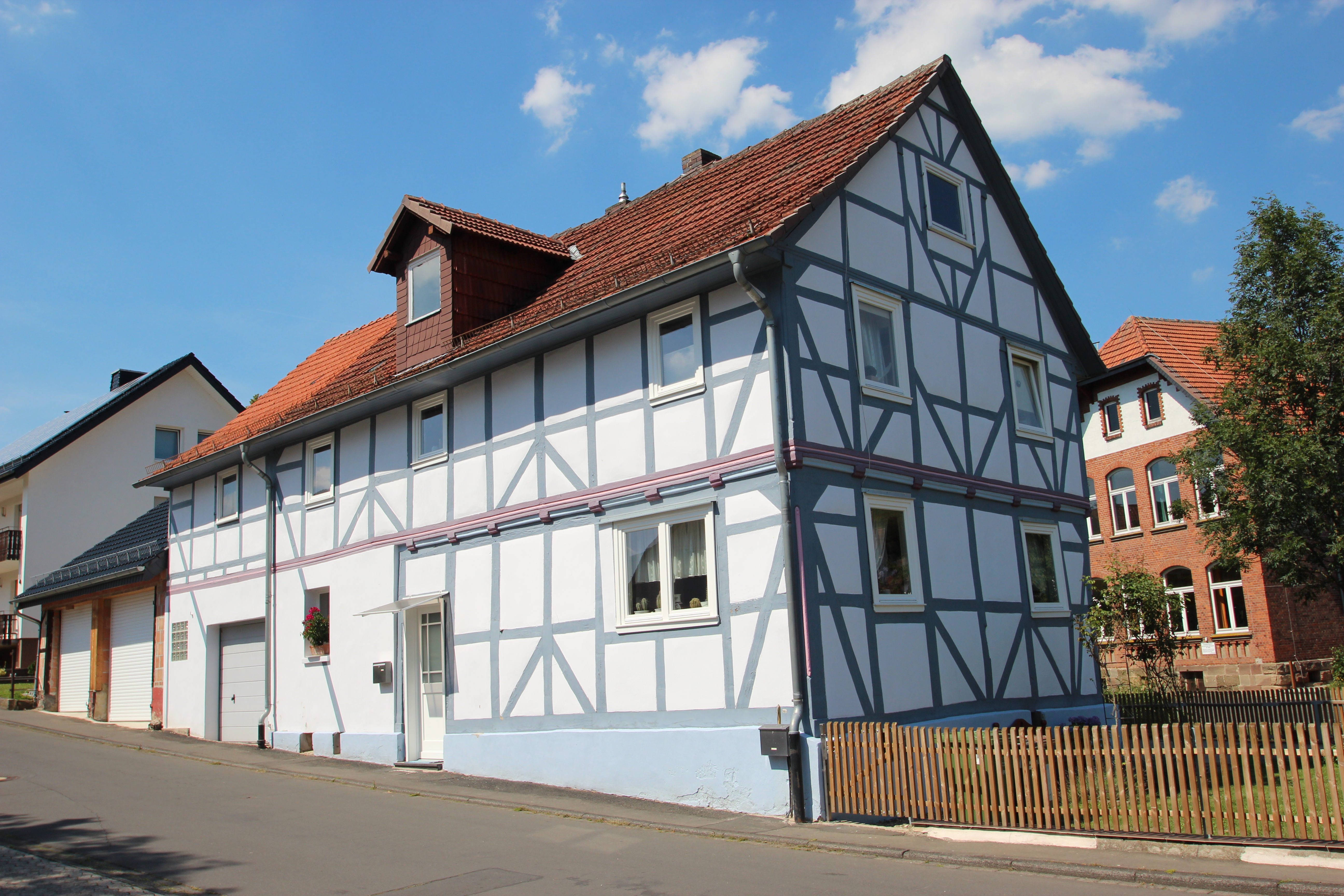
Berggasse 2
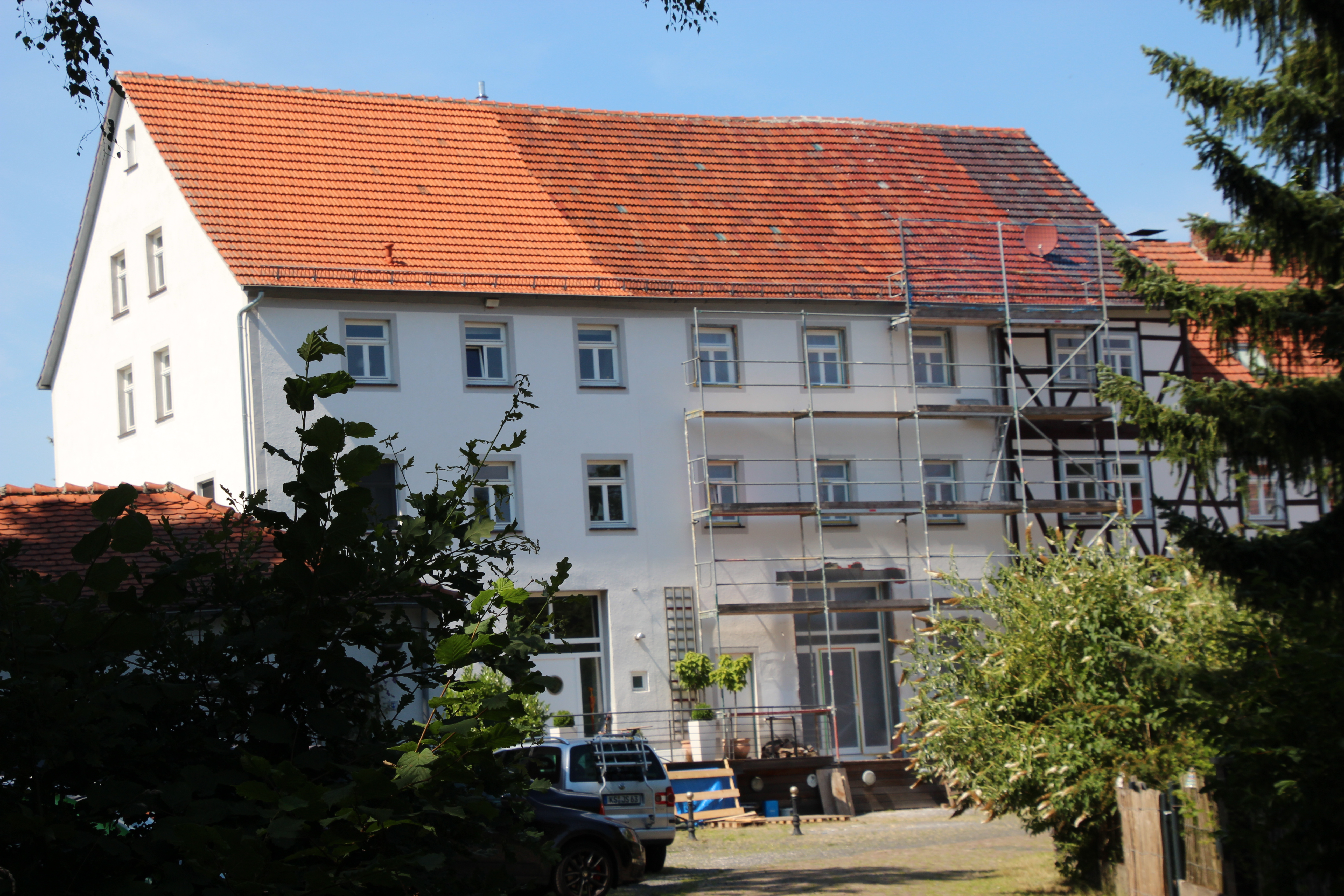
Mühlenweg 1
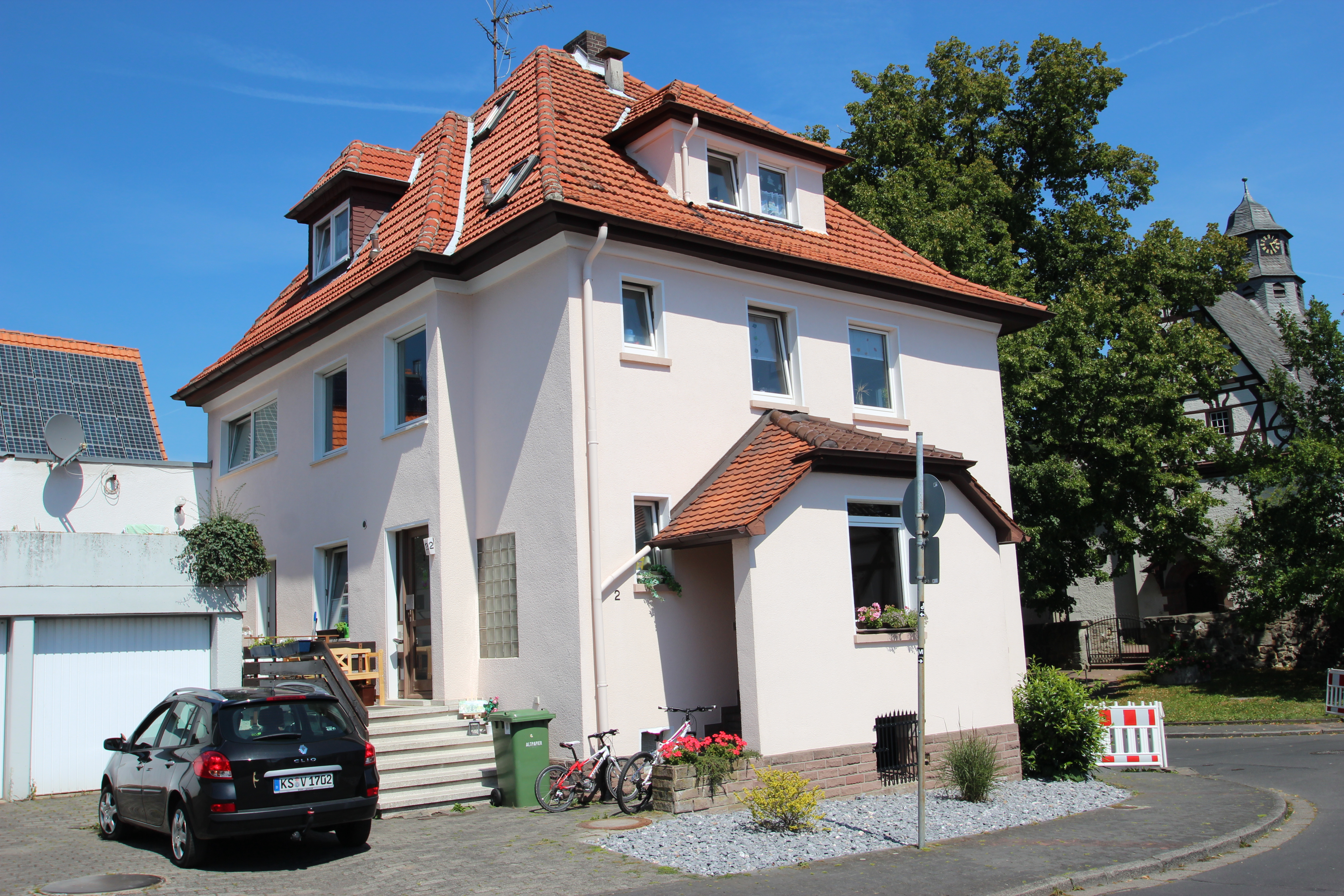
Naumburger Straße 2
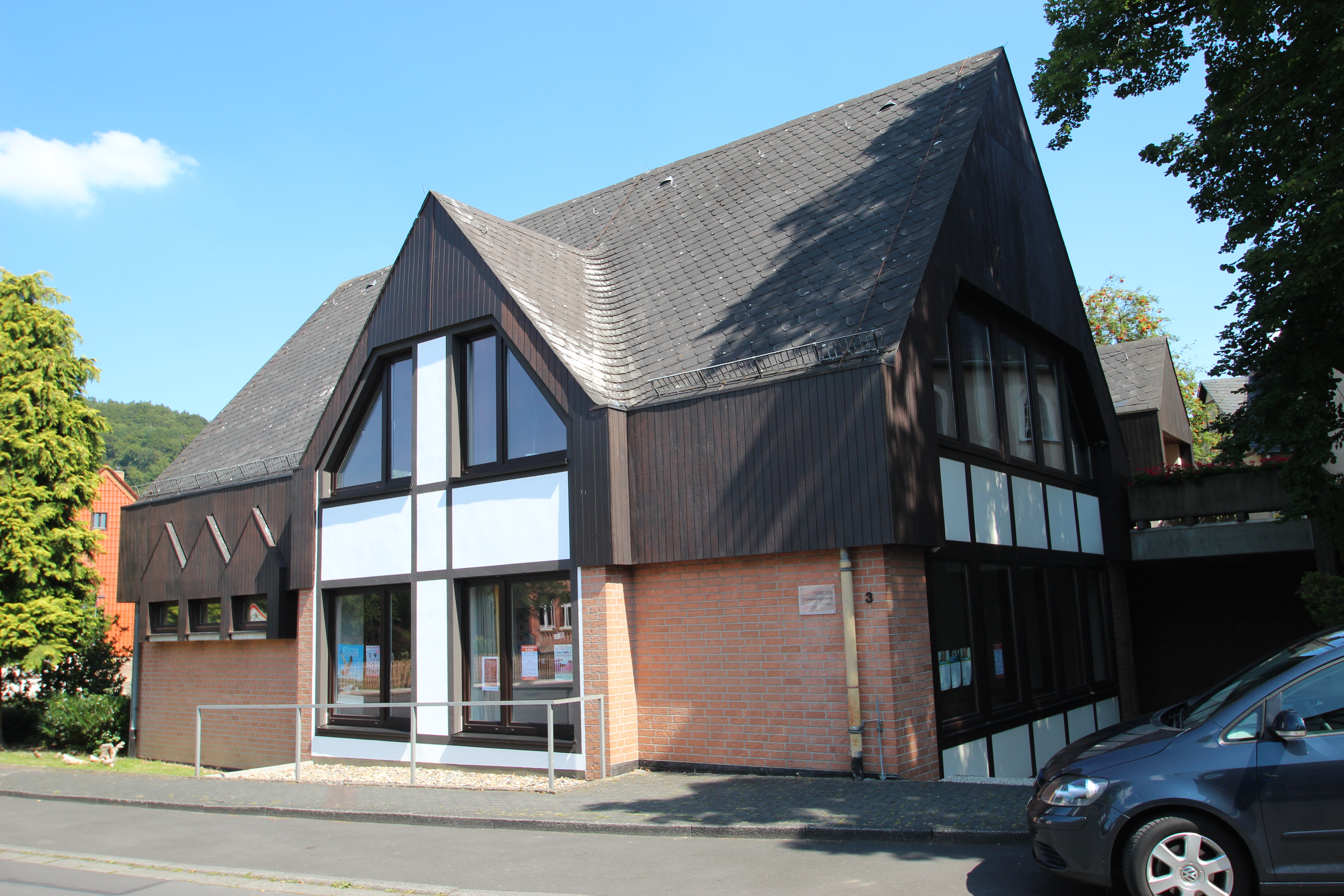
Ritter Straße 3
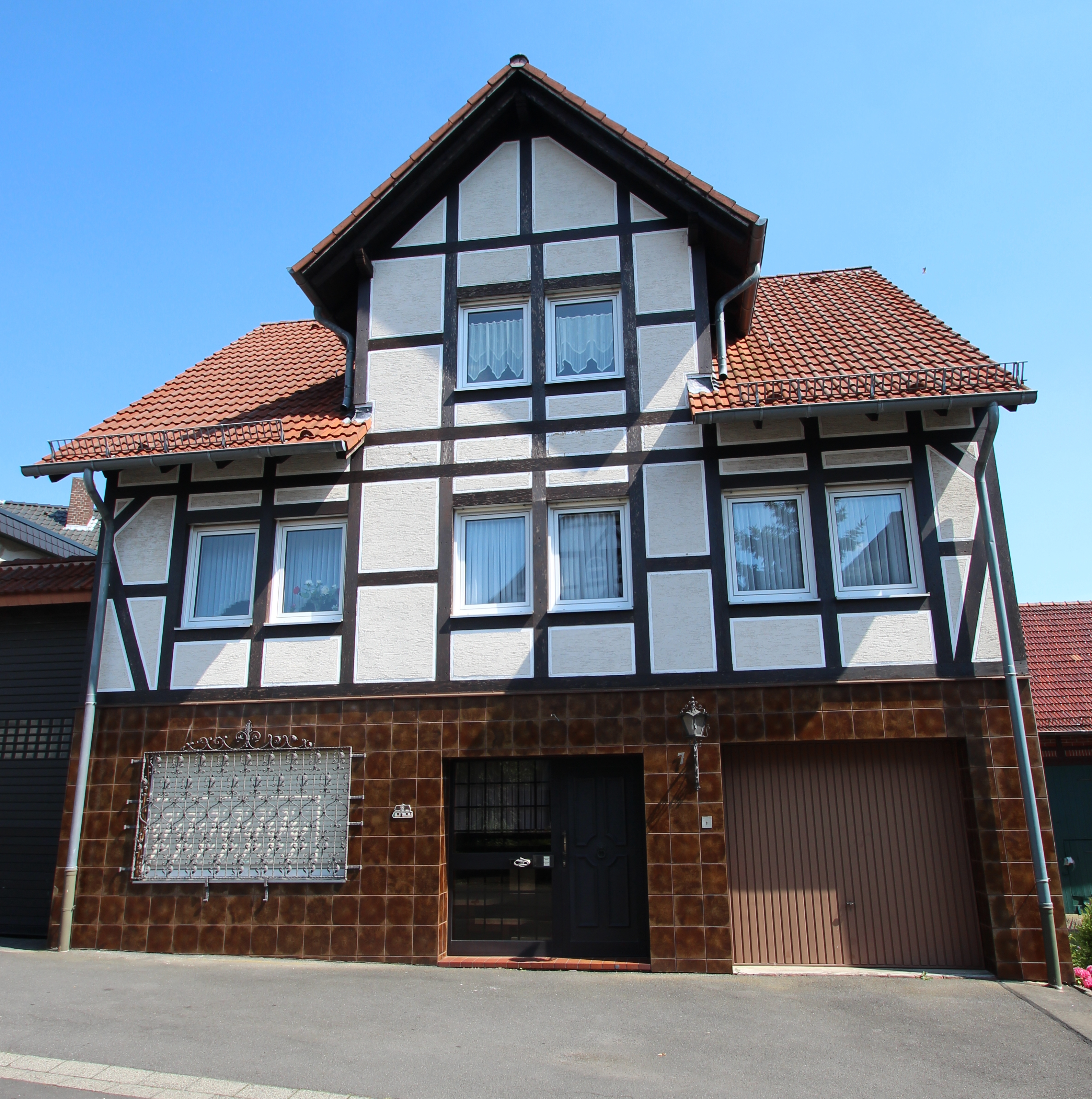
Ritter Straße 7
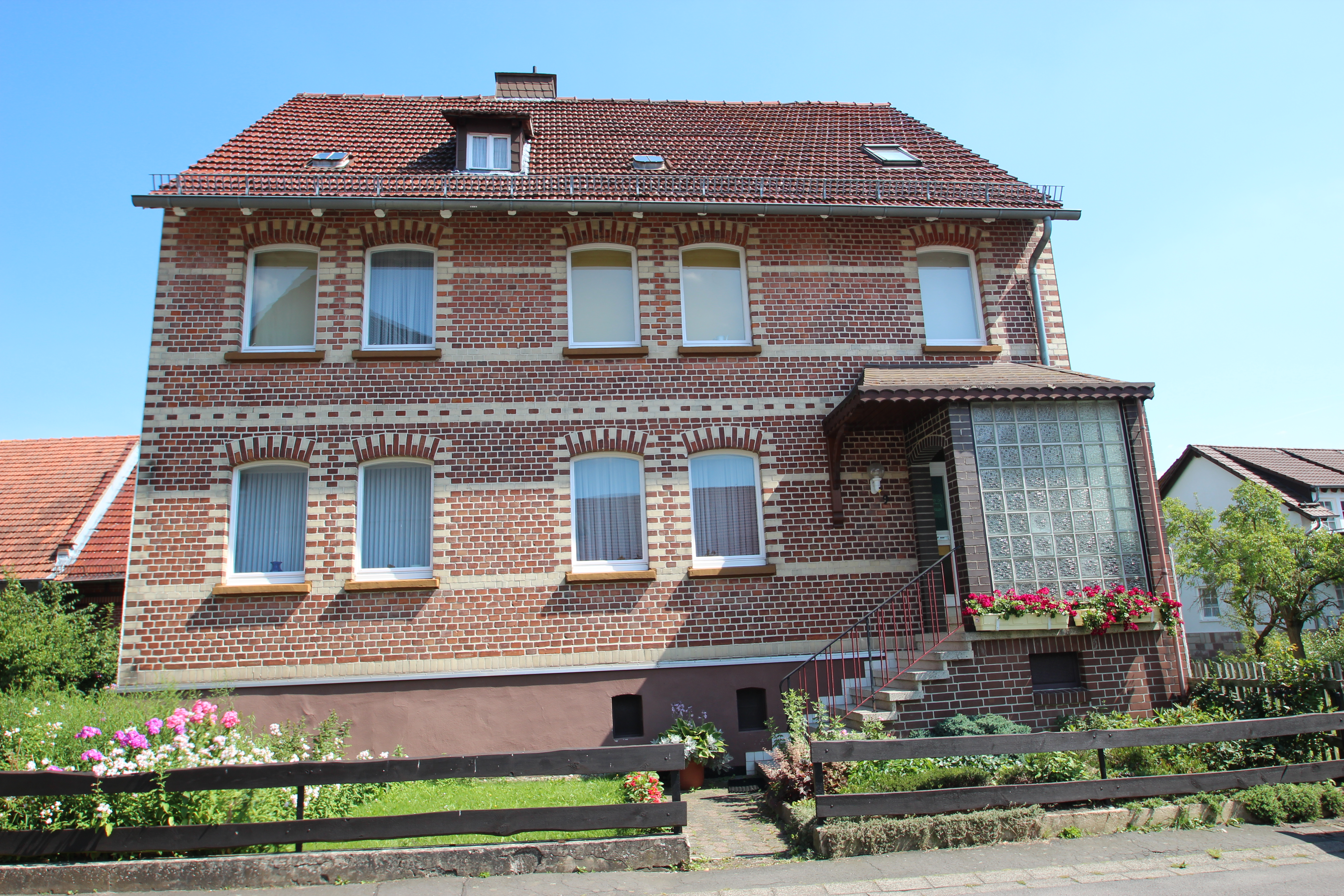
Ritter Straße 9
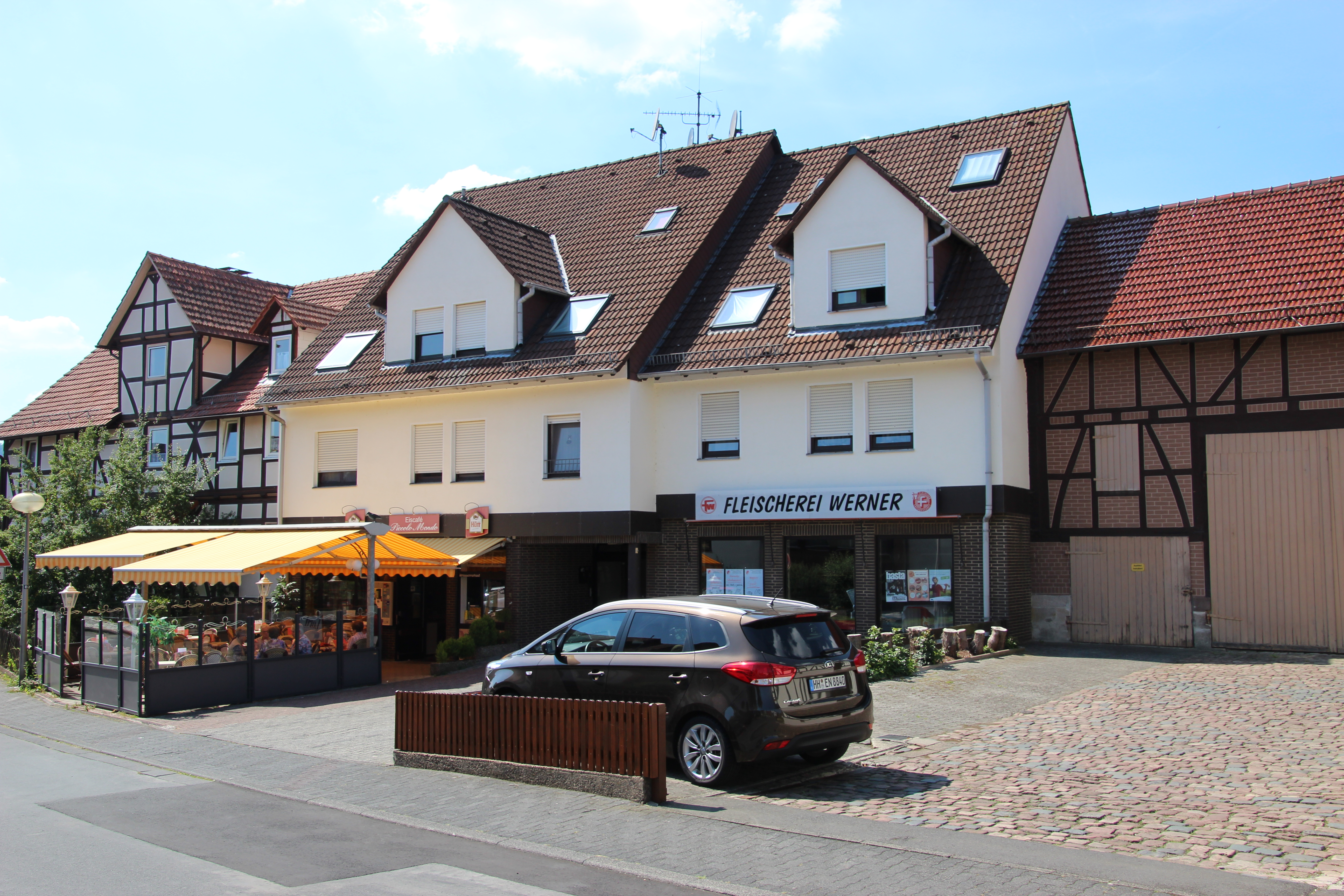
Ritter Straße 12
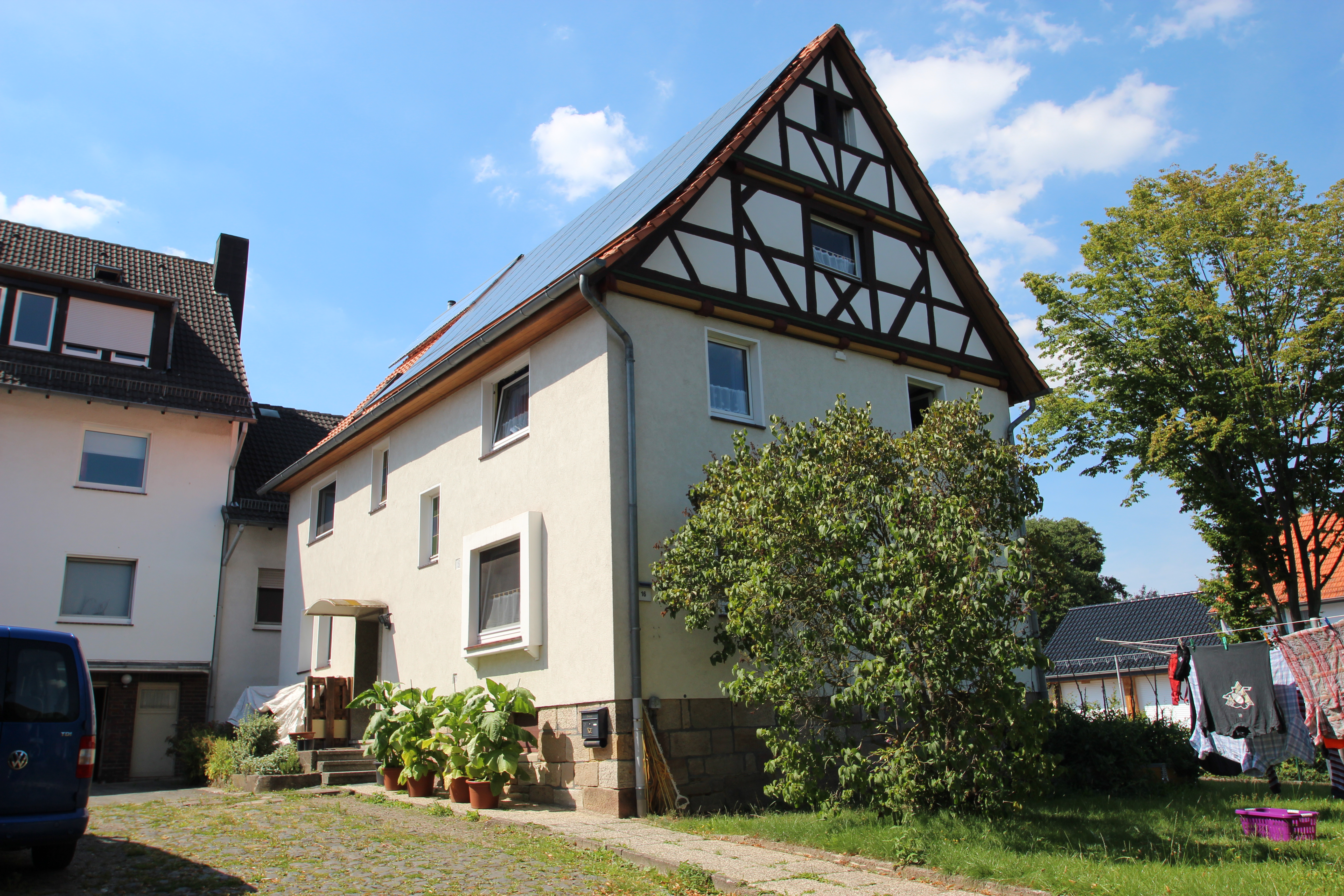
Ritter Straße 16
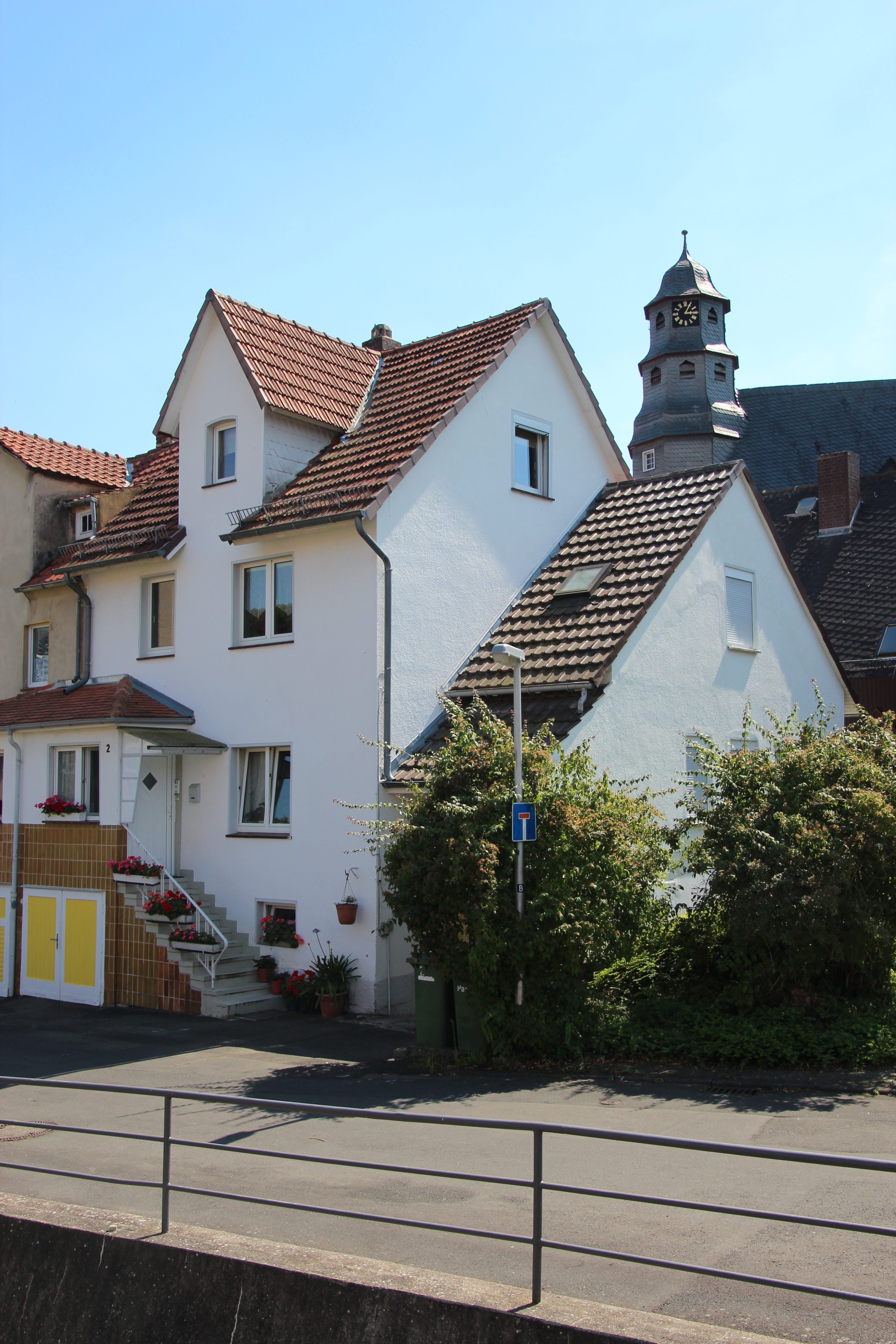
Uferweg 2
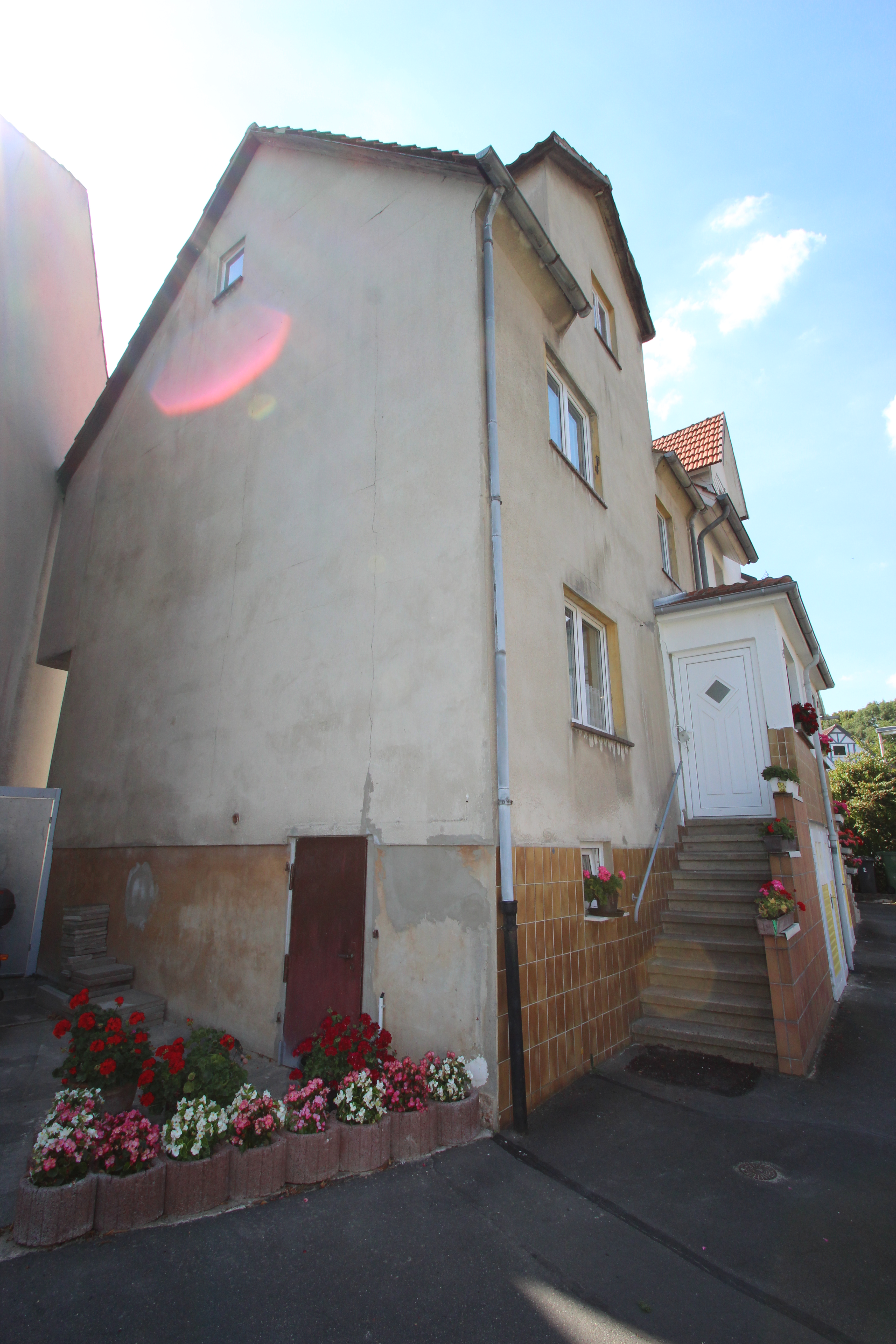
Uferweg 4
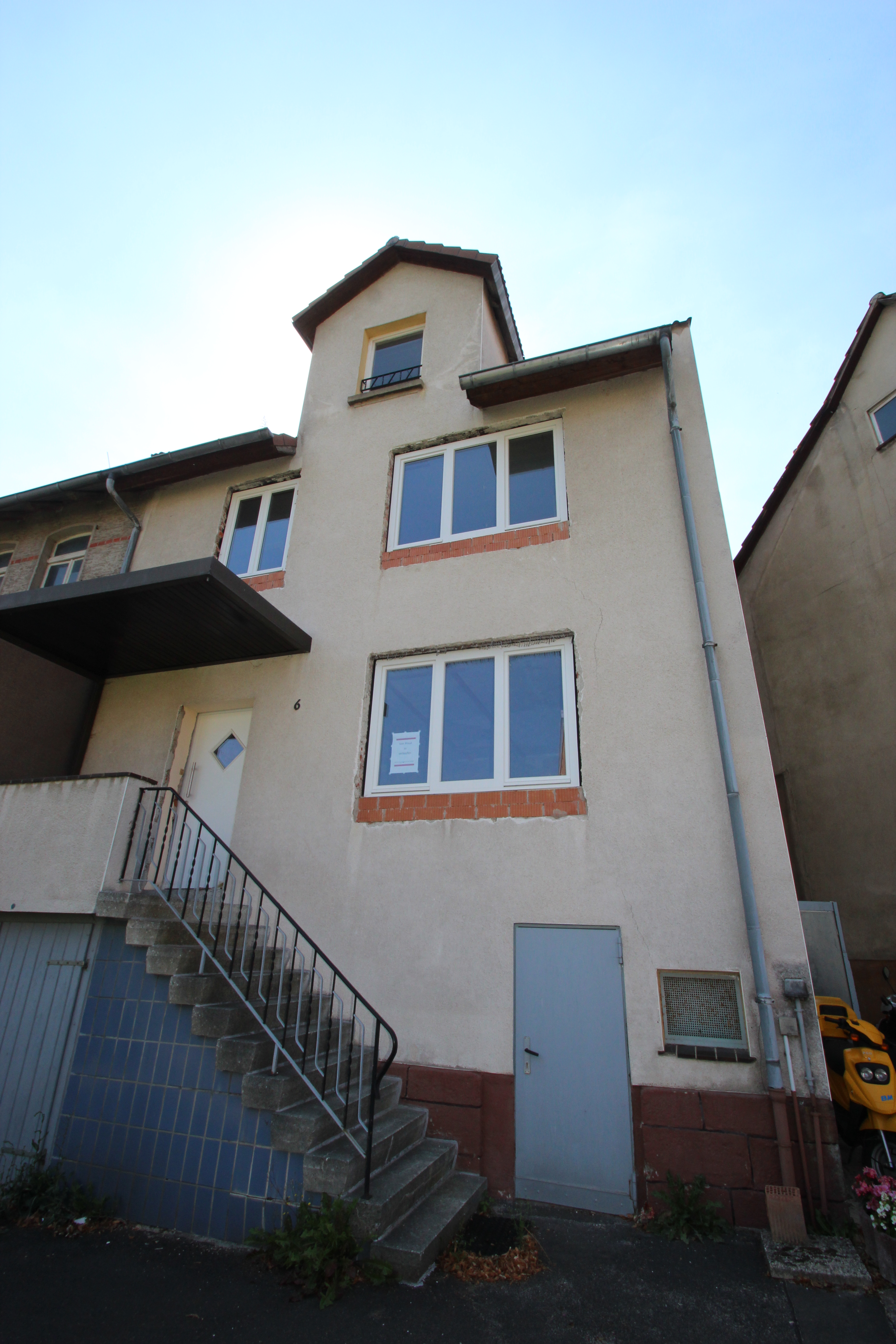
Uferweg 6